# Nivaria Tejera
Pour les articles homonymes, voir Tejera.
Nivaria Tejera, née le 30 septembre 1929 à Cienfuegos à Cuba et morte le 6 janvier 2016 à Paris, est une poétesse et romancière cubaine.

## Biographie
Nivaria Tejera est née à Cienfuegos, Cuba, de mère cubaine et de père espagnol. Elle a passé son enfance à Tenerife, aux îles Canaries où la guerre civile surprend sa famille. Son père est emprisonné dans les prisons franquistes jusqu’en 1944. Elle retourne à Cuba sans lui, qui arrivera quelque temps après. Elle épouse en premières noces Fayad Jamis, peintre et poète cubain, et ils auront une fille unique, Rauda Jamis, écrivain. Elle épousera dans les années 60 en secondes noces l'artiste espagnol Antón Gonzalez, dit Hanton. Quittant sa ville natale pour Paris en 1954, elle y revient en 1959 lors de la révolution socialiste, elle sera d’abord secrétaire d’État à la culture de ce pays, puis attachée culturelle à Paris, à Rome, avant de rompre définitivement avec Cuba lors de l’avènement du Parti unique en 1960. Elle s'est alors installée à Paris.
Nivaria Tejera fut d'abord éditée à Cuba (trois recueils de poésie entre 1949 et 52), puis découverte en France par Claude Couffon (qui traduisit le livre) et Maurice Nadeau (qui publia aux Lettres nouvelles en 1958 son premier roman, Le Ravin).
Elle meurt le 6 janvier 2016  dans un hôpital parisien des suites d'un cancer du pancréas.

## Œuvres

### Romans
- Le Ravin (Lettres Nouvelles, 1958 ; Actes-Sud, 1986 ; La Contre Allée, 2013) - traduction de Claude Couffon
- Somnambule du soleil (Lettres Nouvelles, 1970) -  traduction d'Adélaïde Blasquez
- Fuir la spirale (Actes Sud, 1986) - traduction de Jean-Marie Saint-Lu
- Trouver un autre nom à l'amour (La Contre Allée, 2015) - traduction de François Vallée

### Poésies
- Paris Scarabée (Ed. Ulysse/Fin de siècle, 1995) - traduction de Nicole Laurent Catrice

### Essai
- J'attends la nuit pour te rêver, Révolution (L'Harmattan, 2002) - traduction de François Vallée